# Merlaut
Merlaut és un municipi francès, situat al departament del Marne i a la regió del Gran Est. L'any 2007 tenia 267 habitants.

## Demografia

### Població
El 2007 la població de fet de Merlaut era de 267 persones. Hi havia 93 famílies, de les quals 16 eren unipersonals (4 homes vivint sols i 12 dones vivint soles), 20 parelles sense fills, 49 parelles amb fills i 8 famílies monoparentals amb fills.
La població ha evolucionat segons el següent gràfic:
Habitants censats

### Habitatges
El 2007 hi havia 104 habitatges, 95 eren l'habitatge principal de la família, 4 eren segones residències i 5 estaven desocupats. 100 eren cases i 1 era un apartament. Dels 95 habitatges principals, 86 estaven ocupats pels seus propietaris, 8 estaven llogats i ocupats pels llogaters i 1 estava cedit a títol gratuït; 5 tenien dues cambres, 14 en tenien tres, 25 en tenien quatre i 50 en tenien cinc o més. 83 habitatges disposaven pel capbaix d'una plaça de pàrquing. A 41 habitatges hi havia un automòbil i a 43 n'hi havia dos o més.

### Piràmide de població
La piràmide de població per edats i sexe el 2009 era:
| Homes | Edats   | Dones |
| ----- | ------- | ----- |
| 0     | 95 o +  | 0     |
| 0     | 90 a 94 | 0     |
| 0     | 85 a 89 | 0     |
| 0     | 80 a 84 | 8     |
| 8     | 75 a 79 | 0     |
| 8     | 70 a 74 | 8     |
| 4     | 65 a 69 | 4     |
| 0     | 60 a 64 | 0     |
| 0     | 55 a 59 | 4     |
| 8     | 50 a 54 | 12    |
| 0     | 45 a 49 | 4     |
| 24    | 40 a 44 | 12    |
| 8     | 35 a 39 | 16    |
| 4     | 30 a 34 | 4     |
| 0     | 25 a 29 | 0     |
| 0     | 20 a 24 | 4     |
| 20    | 15 a 19 | 20    |
| 8     | 10 a 14 | 0     |
| 12    | 5 a 9   | 4     |
| 12    | 0 a 4   | 0     |

## Economia
El 2007 la població en edat de treballar era de 171 persones, 135 eren actives i 36 eren inactives. De les 135 persones actives 123 estaven ocupades (69 homes i 54 dones) i 12 estaven aturades (8 homes i 4 dones). De les 36 persones inactives 10 estaven jubilades, 11 estaven estudiant i 15 estaven classificades com a «altres inactius».

### Ingressos
El 2009 a Merlaut hi havia 92 unitats fiscals que integraven 233 persones, la mediana anual d'ingressos fiscals per persona era de 18.876 €.

### Activitats econòmiques
Dels 5 establiments que hi havia el 2007, 1 era d'una empresa alimentària, 1 d'una empresa de construcció, 1 d'una empresa de comerç i reparació d'automòbils i 2 d'empreses de serveis.
Dels 2 establiments de servei als particulars que hi havia el 2009, 1 era un electricista i 1 veterinari.
L'any 2000 a Merlaut hi havia 12 explotacions agrícoles que ocupaven un total de 670 hectàrees.

## Poblacions més properes
El següent diagrama mostra les poblacions més properes.